# Kuźnica (województwo podlaskie)
Kuźnica, dawniej Kuźnica Białostocka – wieś (dawniej miasto) w Polsce położona w województwie podlaskim, w powiecie sokólskim, w gminie Kuźnica. Leży przy drodze krajowej nr 19 oraz liniach kolejowych nr nr 6 oraz nr 57. We wsi znajduje się kolejowe i drogowe przejście graniczne z Białorusią.
Kuźnica uzyskała lokację miejską w 1536 roku, zdegradowana w 1930 roku. W latach 1975–1998 miejscowość administracyjnie należała do ówczesnego województwa białostockiego. Jest siedzibą gminy Kuźnica.
Dojazd pociągiem Polregio z: Białegostoku, Ełku, Łap, Szepietowa i Czyżewa.
W miejscowości działało Państwowe Gospodarstwo Rolne Kuźnica Białostocka.
W drugiej połowie XVI wieku Kuźnica położona była w powiecie grodzieńskim województwa trockiego.

## Historia
Początkiem wsi była rudnia – zakład wytopu żelaza z rud darniowych – założona nad rzeczką Łosośną około 1504. Niebawem powstał książęcy dwór. W 1536 na polecenie królowej Bony Sforzy Jerzy Zielepucha założył miasto Kuźnica, które w 1546 roku otrzymało miejskie prawo magdeburskie. W 1545 roku Zygmunt II August ufundował kościół katolicki. W 1679 roku miasto miało rynek i cztery ulice. Istniała tu bażantarnia królewska.
Po rozbiorach Kuźnica początkowo znajdowała się w zaborze pruskim (1795–1807), a potem, od 1807 roku, w granicach Imperium Rosyjskiego (zabór rosyjski), aż do momentu odzyskania niepodległości w 1918 roku (licząc okupację niemiecką z lat 1915–1918). Pomimo korzystnego położenia nad spławną rzeką i (od 1862 roku) przy linii kolejowej Warszawa–Petersburg, miasteczko nie rozwinęło się w większy ośrodek.
Podczas wojny polsko-bolszewickiej wokół miasta toczyły się zacięte boje. We wrześniu 1920 walki w okolicach Kuźnicy zapoczątkowały bitwę niemeńską o Grodno i Lidę. 
W 1921 roku zniszczenia wojenne z okresu I wojny światowej (1914–1918) oraz wojny bolszewickiej (1920) spowodowały odebranie miejscowości praw miejskich. 
W czerwcu 1941 roku niemiecka 256. Dywizja Piechoty przy współdziałaniu artylerii i lotnictwa podczas trwania operacji Barbarossa na przedpolach miasta pokonała w bitwie silne zgrupowanie pancerne wojsk radzieckich. W czasie walk Kuźnica została poważnie zniszczona. 
Podczas okupacji hitlerowskiej, w lecie 1941 roku Niemcy utworzyli getto dla żydowskich mieszkańców. Przebywało w nim około 1000 osób. 2 listopada 1942 roku Niemcy ostatecznie zlikwidowali getto. Żydów wywieziono do obozu w Kiełbasinie i obozu zagłady w Treblince. 
W Kuźnicy stacjonowała strażnica Wojsk Ochrony Pogranicza.

## Współczesność
W Kuźnicy, przy ul. Sidrzańskiej, znajduje się parafialna cerkiew prawosławna Podwyższenia Krzyża Pańskiego. We wsi znajduje się cmentarz prawosławny założony w XIX wieku.
Obecnie wieś nie ma kresowego charakteru – zniknął rynek, a Kuźnica jest zwykłą ulicówką. 31 grudnia 2013 roku najmniej osób mieszkało przy ul. Jagiellońskiej, a najwięcej przy ul. Nowodzielskiej.
Co roku w miejscowości odbywa się festiwal poezji śpiewanej „Kuźnia”.

## Zabytki
- kościół parafialny pod wezwaniem Opatrzności Bożej z lat 1863-1864, pl. Tysiąclecia 15, nr rej.:A-124 z 2.11.1993
- cmentarz przykościelny, dawniej grzebalny, XVI-XIX, nr rej.:A-124 z 2.11.1993
- cmentarz żydowski, XVIII, nr rej.:846 z 28.09.1998[17]

## Pomniki
- Memoriał „Golgota Wschodu” na wzgórzu Szubienica[18]